# Altamont Corridor Express

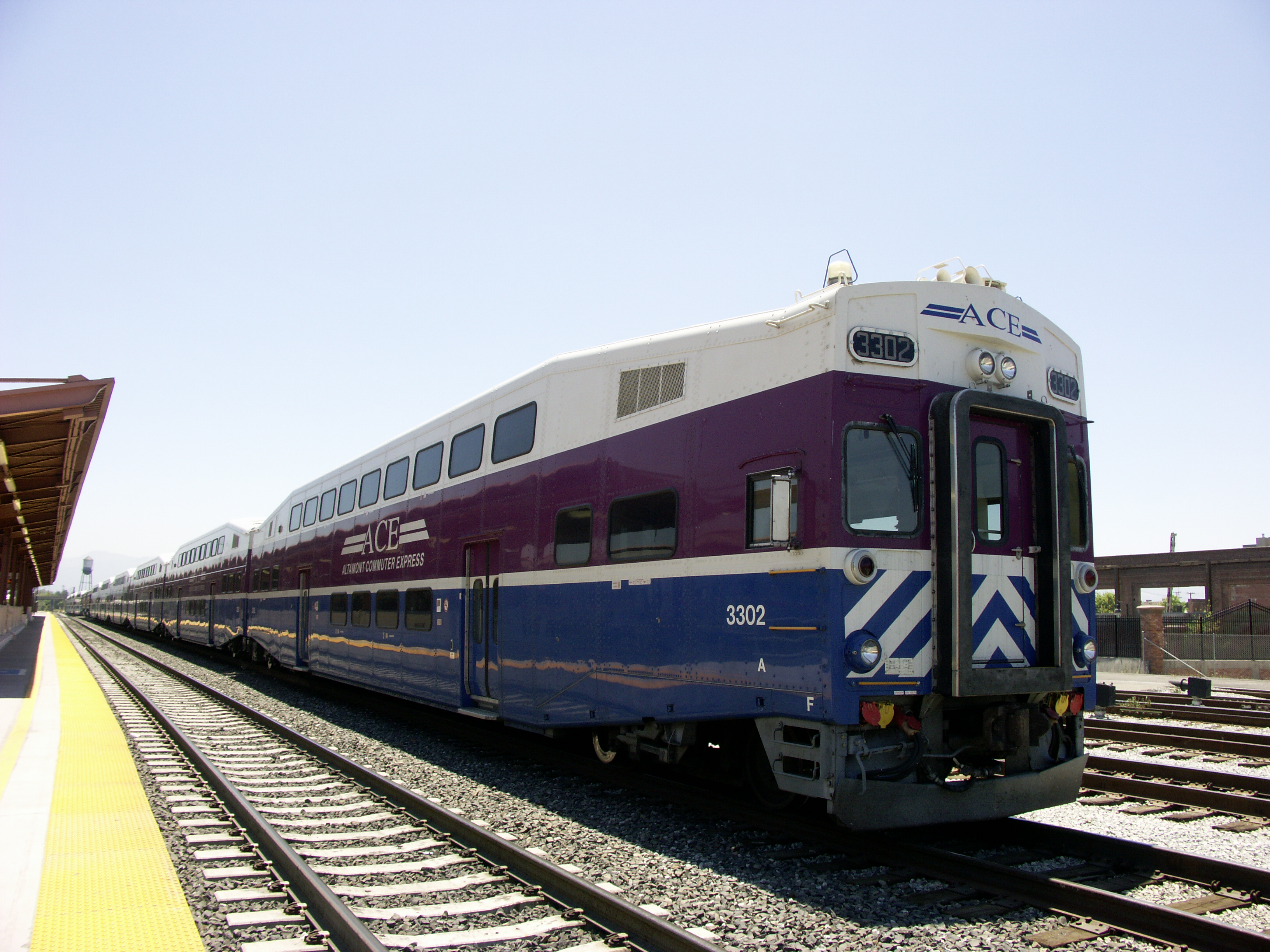
Tren de Altamont Commuter Express.

El Altamont Commuter Express (Expresso de Pendularistas de Altamonte) o simplemente ACE es un servicio de trenes de cercanías de la hora punta en California, conectando a Stockton en el Valle Central de California y San José en el Valle del Silicio. Es nombrado por el pase Altamont por dónde transita. Es importante notar que, como muchos nombres en California, Altamont proviene del Español pero se ha anglicado desde su original, Altamonte.
El servicio se inició en 19 de octubre de 1998 con dos trenes diarios en cada dirección, y desde julio de 2006 cuatro trenes diarios en cada dirección, incluyendo un tren Midday (de Mediodía) en cada dirección.
Con una longitud de 138 kilómetros, es una ruta que toma aproximadamente 2 horas y 20 minutos de extremo a extremo. Las vías son propiedad de la Union Pacific, debido a lo cual el ACE experimenta frecuentemenete largos retrasos.

## Estaciones
La ruta cuenta con las siguientes paradas:
- Estación Robert J. Cabral, Stockton
- Lathrop/Manteca
- Tracy
- (Camino Vasco) Vasco Road, Livermore (Este)
- Livermore (Oeste)
- Pleasanton
- Centerville/Fremont
- (Parque de Diversiones Great America [Gran Estados Unidos]) Great America/Santa Clara (Norte)
- Santa Clara (Sur) servicio se ha suspendido durante trabajos en los reiles de Union Pacific. ACE está brindando servicio de minubuses a esa estación durante ese tiempo. Los pasajeros de ACE también pueden tomar el Caltrain gratis de San José/Diridon/Cahill Street por este tiempo.
- San José/Diridon/Cahill Street (Calle Cahill)

## Flota de locomotoras
| MODELO   | MARCA | NUMERACIÓN | CANTIDAD |
| -------- | ----- | ---------- | -------- |
| F40PH-3C | EMD   | 3101-3103  | 3        |
| F40PH-3C | EMD   | 3104-3105  | 2        |
| F59PHI   | EMD   | 3106       | 1        |